# Telmatoscopus calcaratus
Telmatoscopus calcaratus és una espècie d'insecte dípter pertanyent a la família dels psicòdids que es troba al Brasil: Santa Catarina.